# I znowu ktoś przestawił kamienie
I znowu ktoś przestawił kamienie – pierwszy singel zespołu Variété, wydany przez firmę Tonpress w 1985 roku.

## Lista utworów
1. I znowu ktoś przestawił kamienie
2. Te dni (Krzyż)

## Skład
- Grzegorz Kaźmierczak - wokal
- Radek Urbański - gitara
- Wojtek Woźniak - gitara basowa
- Jacek Buhl - perkusja
- Sławek Abramowicz - saksofony